# Circoscrizione Genova-Imperia-La Spezia-Savona
La circoscrizione Genova-Imperia-La Spezia-Savona (o circoscrizione III) era una circoscrizione elettorale italiana per l'elezione dell'Assemblea Costituente, nel 1946, e della Camera dei deputati, dal 1948 al 1993.
Comprendeva le province di Genova, Imperia, La Spezia e Savona.
Era prevista dalla Tabella A di cui al decreto legislativo luogotenenziale 10 marzo 1946, n. 74, poi ripresa dalla legge 20 gennaio 1948, n. 6 e dal decreto del presidente della Repubblica 30 marzo 1957, n. 361.
Nel 1993 la circoscrizione fu soppressa contestualmente all'istituzione della circoscrizione Liguria.
Di seguito i risultati di lista e i deputati eletti, ordinati secondo il numero di preferenze ottenute.

## Elezioni politiche 1946
| Liste                                           | Voti    | %     | Seggi |
| ----------------------------------------------- | ------- | ----- | ----- |
| Democrazia Cristiana                            | 301.378 | 32,48 | 6     |
| Partito Comunista Italiano                      | 263.972 | 28,45 | 5     |
| Partito Socialista Italiano di Unità Proletaria | 239.972 | 25,86 | 5     |
| Unione Democratica Nazionale                    | 39.131  | 4,22  | -     |
| Partito Repubblicano Italiano                   | 37.206  | 4,01  | -     |
| Fronte dell'Uomo Qualunque                      | 25.396  | 2,74  | -     |
| Partito d'Azione                                | 7.904   | 0,85  | -     |
| Blocco Nazionale della Libertà                  | 7.181   | 0,77  | -     |
| Unione Nazionale Sinistrati di Guerra           | 3.047   | 0,33  | -     |
| Partito dei Contadini d'Italia                  | 2.621   | 0,28  | -     |
| Totale                                          | 927.808 |       | 16    |

| Democrazia Cristiana                                                                                            | Partito Comunista Italiano                                                                   | Partito Socialista Italiano di Unità Proletaria                                                                       |
| --- | -------------------------------------------------------------------------------------------- | --- |
| - Paolo Cappa - Paolo Emilio Taviani - Achille Pellizzari - Filippo Guerrieri - Ambrogio Viale - Angela Gotelli | - Umberto Terracini - Agostino Novella - Antonio Negro - Angiola Minella - Anelito Barontini | - Gaetano Barbareschi - → Sandro Pertini - Vannuccio Faralli - Giuseppe Canepa - Giovanni Battista Pera - Paolo Rossi |

1. ↑  Opta per il collegio unico nazionale

## Elezioni politiche 1948
| Liste                                               | Voti    | %     | Seggi |
| --------------------------------------------------- | ------- | ----- | ----- |
| Democrazia Cristiana                                | 456.775 | 45,88 | 9     |
| Fronte Democratico Popolare                         | 388.912 | 39,07 | 8     |
| Unità Socialista                                    | 97.287  | 9,77  | 2     |
| Partito Repubblicano Italiano                       | 25.251  | 2,54  | -     |
| Blocco Nazionale                                    | 10.767  | 1,08  | -     |
| Movimento Sociale Italiano                          | 8.073   | 0,81  | -     |
| Partito Nazionale Monarchico - Alleanza del Lavoro  | 5.538   | 0,56  | -     |
| Associazione Nazionale Congiunti Dispersi di Guerra | 2.136   | 0,21  | -     |
| Concentrazione Nazionale Combattenti Uniti          | 802     | 0,08  | -     |
| Totale                                              | 995.541 |       | 19    |

| Democrazia Cristiana | Fronte Democratico Popolare | Unità Socialista                            |
| --- | --- | ------------------------------------------- |
| - Paolo Emilio Taviani - Filippo Guerrieri - Primo Romolo Palenzona - Angela Gotelli - Ambrogio Viale - Vittorio Pertusio - Paolo Manuel Gismondi - Carlo Russo - Roberto Lucifredi | - Agostino Novella - Secondo Pessi - Angiola Minella - Giovanni Serbandini - Anelito Barontini - Alessandro Natta - Vannuccio Faralli - Luigi Ducci | - Giovanni Battista Pera - Mario Bettinotti |

## Elezioni politiche 1953
| Liste                                   | Voti      | %     | Seggi |
| --------------------------------------- | --------- | ----- | ----- |
| Democrazia Cristiana                    | 401.671   | 38,59 | 8     |
| Partito Comunista Italiano              | 267.853   | 25,73 | 5     |
| Partito Socialista Italiano             | 168.756   | 16,21 | 3     |
| Partito Socialista Democratico Italiano | 68.560    | 6,59  | 1     |
| Movimento Sociale Italiano              | 39.401    | 3,79  | -     |
| Partito Nazionale Monarchico            | 28.314    | 2,72  | -     |
| Partito Liberale Italiano               | 26.800    | 2,57  | -     |
| Partito Repubblicano Italiano           | 19.996    | 1,92  | -     |
| Unità Popolare                          | 7.021     | 0,67  | -     |
| Unione Socialista Indipendente          | 6.700     | 0,64  | -     |
| Alleanza Democratica Nazionale          | 5.224     | 0,50  | -     |
| Partito Sardo d'Azione                  | 569       | 0,05  | -     |
| Totale                                  | 1.040.865 |       | 17    |

| Democrazia Cristiana | Partito Comunista Italiano                                                                      | Partito Socialista Italiano                        | Partito Socialista Democratico Italiano |
| --- | ----------------------------------------------------------------------------------------------- | -------------------------------------------------- | --------------------------------------- |
| - Paolo Emilio Taviani - Roberto Lucifredi - Paolo Cappa - Filippo Guerrieri - Carlo Russo - Angela Gotelli - Bartolomeo Bolla - Ambrogio Viale | - Agostino Novella - Secondo Pessi - Anelito Barontini - Pacifico Calandrone - Alessandro Natta | - Sandro Pertini - Vannuccio Faralli - Luigi Ducci | - → Paolo Rossi - Mario Bettinotti      |

1. ↑  Opta per il collegio unico nazionale

## Elezioni politiche 1958
| Liste                                            | Voti      | %     | Seggi |
| ------------------------------------------------ | --------- | ----- | ----- |
| Democrazia Cristiana                             | 446.493   | 39,78 | 9     |
| Partito Comunista Italiano                       | 275.957   | 24,58 | 5     |
| Partito Socialista Italiano                      | 193.143   | 17,21 | 4     |
| Partito Socialista Democratico Italiano          | 67.875    | 6,05  | 1     |
| Partito Liberale Italiano                        | 46.412    | 4,13  | 1     |
| Movimento Sociale Italiano                       | 43.612    | 3,89  | 1     |
| Partito Repubblicano Italiano - Partito Radicale | 18.752    | 1,67  | -     |
| Partito Nazionale Monarchico                     | 15.797    | 1,41  | -     |
| Partito Monarchico Popolare                      | 7.869     | 0,70  | -     |
| Movimento Comunità                               | 5.571     | 0,50  | -     |
| Partito Nazionale del Lavoro                     | 1.048     | 0,09  | -     |
| Totale                                           | 1.122.529 |       | 21    |

| Democrazia Cristiana | Partito Comunista Italiano                                                                    | Partito Socialista Italiano                                                                 |
| --- | --------------------------------------------------------------------------------------------- | ------------------------------------------------------------------------------------------- |
| - Paolo Emilio Taviani - Roberto Lucifredi - Carlo Russo - Ambrogio Viale - Luigi Durand de la Penne - Aldo Amadeo - Bartolomeo Bolla - Filippo Guerrieri - Angela Gotelli | - Agostino Novella - Gerasio Adamoli - Alessandro Natta - Anelito Barontini - Angiola Minella | - Sandro Pertini - → Domenico Macaggi - Vannuccio Faralli - Vittorio Aicardi - Angelo Landi |
| Partito Socialista Democratico Italiano | Partito Liberale Italiano                                                                     | Movimento Sociale Italiano                                                                  |
| - Paolo Rossi | - Mariano Trombetta                                                                           | - Giuseppe Gonella                                                                          |

1. ↑  Opta per il Senato

## Elezioni politiche 1963
| Liste                                            | Voti      | %     | Seggi |
| ------------------------------------------------ | --------- | ----- | ----- |
| Democrazia Cristiana                             | 387.343   | 32,24 | 8     |
| Partito Comunista Italiano                       | 341.507   | 28,42 | 7     |
| Partito Socialista Italiano                      | 186.130   | 15,49 | 3     |
| Partito Liberale Italiano                        | 115.185   | 9,59  | 2     |
| Partito Socialista Democratico Italiano          | 91.516    | 7,62  | 2     |
| Movimento Sociale Italiano                       | 46.581    | 3,88  | 1     |
| Partito Repubblicano Italiano                    | 13.526    | 1,13  | -     |
| Partito Democratico Italiano di Unità Monarchica | 12.633    | 1,05  | -     |
| Partito Autonomo Pensionati d'italia             | 5.212     | 0,43  | -     |
| Concentrazione di Unità Rurale                   | 1.862     | 0,15  | -     |
| Totale                                           | 1.201.495 |       | 23    |

| Democrazia Cristiana | Partito Comunista Italiano | Partito Socialista Italiano                             |
| --- | --- | ------------------------------------------------------- |
| - Paolo Emilio Taviani - Roberto Lucifredi - Carlo Russo - Giovanni Battista Dagnino - Aldo Amadeo - Enrico Ghio - Ambrogio Viale - Filippo Guerrieri | - Agostino Novella - Alessandro Natta - → Gelasio Adamoli - Giuseppe D'Alema - → Angiola Minella - Giuseppe Amasio - Giuseppe Fasoli - Giovanni Serbandini - Luigi Napolitano | - Sandro Pertini - Giuseppe Macchiavelli - Angelo Landi |
| Partito Liberale Italiano | Partito Socialista Democratico Italiano | Movimento Sociale Italiano                              |
| - Luigi Durand de la Penne - Mariano Trombetta | - Paolo Rossi - Alberto Bemporad | - Giuseppe Gonella                                      |

1. ↑  Deceduto in data 11.05.1967; sostituito da Ettore Spora in data 17.05.1967
2. 1 2  Opta per il Senato

## Elezioni politiche 1968
| Liste                                            | Voti      | %     | Seggi |
| ------------------------------------------------ | --------- | ----- | ----- |
| Democrazia Cristiana                             | 410.302   | 33,28 | 8     |
| Partito Comunista Italiano                       | 381.346   | 30,93 | 7     |
| Partito Socialista Unificato                     | 194.249   | 15,76 | 4     |
| Partito Liberale Italiano                        | 111.022   | 9,01  | 2     |
| Partito Socialista Italiano di Unità Proletaria  | 51.264    | 4,16  | 1     |
| Movimento Sociale Italiano                       | 37.118    | 3,01  | -     |
| Partito Repubblicano Italiano                    | 19.511    | 1,58  | -     |
| Socialdemocrazia                                 | 9.071     | 0,74  | -     |
| Partito Autonomo Pensionati d'Italia             | 8.478     | 0,69  | -     |
| Partito Democratico Italiano di Unità Monarchica | 8.354     | 0,68  | -     |
| Nuova Repubblica                                 | 2.093     | 0,17  | -     |
| Totale                                           | 1.232.808 |       | 22    |

| Democrazia Cristiana | Partito Comunista Italiano | Partito Socialista Unificato                                               | Partito Liberale Italiano                   | Partito Socialista Italiano di Unità Proletaria   |
| --- | --- | -------------------------------------------------------------------------- | ------------------------------------------- | ------------------------------------------------- |
| - Paolo Emilio Taviani - Roberto Lucifredi - Francesco Cattanei - Carlo Russo - Giovanni Battista Dagnino - Aldo Amadeo - Ines Boffardi - Emidio Revelli | - Agostino Novella - Alessandro Natta - Giuseppe Amasio - Luigi Napolitano - Giuseppe D'Alema - Sergio Ceravolo - Giuseppe Fasoli | - Sandro Pertini - Giuseppe Macchiavelli - Alberto Bemporad - Ermido Santi | - Luigi Durand de la Penne - Alfredo Biondi | - → Lelio Basso - Ezequiel Stefano Carrara Sutour |

1. ↑  Dimissionario in data 21.09.1970; sostituito da Ettore Spora in data 30.09.1970
2. ↑  Opta per la circoscrizione Milano-Pavia

## Elezioni politiche 1972
| Liste                                           | Voti      | %     | Seggi |
| ----------------------------------------------- | --------- | ----- | ----- |
| Democrazia Cristiana                            | 428.681   | 33,50 | 8     |
| Partito Comunista Italiano                      | 404.477   | 31,61 | 7     |
| Partito Socialista Italiano                     | 143.557   | 11,22 | 3     |
| Movimento Sociale Italiano                      | 78.684    | 6,15  | 1     |
| Partito Liberale Italiano                       | 74.925    | 5,86  | 1     |
| Partito Socialista Democratico Italiano         | 68.111    | 5,32  | 1     |
| Partito Repubblicano Italiano                   | 45.371    | 3,55  | 1     |
| Partito Socialista Italiano di Unità Proletaria | 19.339    | 1,51  | -     |
| Il manifesto                                    | 6.755     | 0,53  | -     |
| Stella Rossa - Rivoluzione Socialista           | 4.776     | 0,37  | -     |
| Movimento Politico dei Lavoratori               | 2.803     | 0,22  | -     |
| Partito Comunista (Marxista-Leninista) Italiano | 1.976     | 0,15  | -     |
| Totale                                          | 1.279.455 |       | 22    |

| Democrazia Cristiana | Partito Comunista Italiano | Partito Socialista Italiano                                      | Movimento Sociale Italiano                     |
| --- | --- | ---------------------------------------------------------------- | ---------------------------------------------- |
| - Paolo Emilio Taviani - Roberto Lucifredi - Francesco Cattanei - Ines Boffardi - Carlo Russo - Aldo Amadeo - Antonio Bodrito - Emidio Revelli | - Alessandro Natta - Sergio Ceravolo - Giorgio Bini - Giuseppe D'Alema - Pietro Gambolato - Francesco Dulbecco - Giuseppe Noberasco | - Sandro Pertini - Giuseppe Macchiavelli - Antonio Enrico Canepa | - → Alfredo Covelli - Francesco Giulio Baghino |
| Partito Liberale Italiano | Partito Socialista Democratico Italiano                                                                                             | Partito Repubblicano Italiano                                    |                                                |
| - Luigi Durand de la Penne | - Alberto Bemporad | - Giorgio Bogi                                                   |                                                |

1. ↑  Deceduto in data 26.08.1974; sostituito da Pietro Zoppi in data 25.09.1974
2. ↑  Opta per la circoscrizione Roma-Viterbo-Latina-Frosinone

## Elezioni politiche 1976
| Liste                                         | Voti      | %     | Seggi |
| --------------------------------------------- | --------- | ----- | ----- |
| Partito Comunista Italiano                    | 527.236   | 39,08 | 9     |
| Democrazia Cristiana                          | 464.575   | 34,44 | 8     |
| Partito Socialista Italiano                   | 147.571   | 10,94 | 2     |
| Movimento Sociale Italiano - Destra Nazionale | 58.672    | 4,35  | 1     |
| Partito Repubblicano Italiano                 | 51.670    | 3,83  | 1     |
| Partito Socialista Democratico Italiano       | 39.972    | 2,96  | -     |
| Partito Liberale Italiano                     | 24.064    | 1,78  | -     |
| Partito Radicale                              | 20.484    | 1,52  | 1     |
| Democrazia Proletaria                         | 14.089    | 1,04  | -     |
| Nuovo Partito Popolare                        | 724       | 0,05  | -     |
| Totale                                        | 1.349.057 |       | 22    |

| Partito Comunista Italiano | Democrazia Cristiana | Partito Socialista Italiano      |
| --- | --- | -------------------------------- |
| - Alessandro Natta - Giuseppe D'Alema - Varese Antoni - Francesco Dulbecco - Giuseppe Noberasco - Raimondo Ricci - Giorgio Bini - Sergio Ceravolo - Pietro Gambolato | - Manfredo Manfredi - Francesco Cattanei - Ines Boffardi - Bruno Orsini - Mazarino De Petro - Pietro Zoppi - Carlo Russo - Emidio Revelli | - Sandro Pertini - Falco Accame  |
| Movimento Sociale Italiano - Destra Nazionale | Partito Repubblicano Italiano | Partito Radicale                 |
| - Francesco Giulio Baghino | - Giorgio Bogi | - → Adele Faccio - Mauro Mellini |

1. ↑  Opta per la circoscrizione Milano-Pavia

## Elezioni politiche 1979
| Liste                                         | Voti      | %     | Seggi |
| --------------------------------------------- | --------- | ----- | ----- |
| Partito Comunista Italiano                    | 463.045   | 35,52 | 8     |
| Democrazia Cristiana                          | 419.482   | 32,17 | 8     |
| Partito Socialista Italiano                   | 150.322   | 11,53 | 3     |
| Partito Radicale                              | 63.029    | 4,83  | 1     |
| Movimento Sociale Italiano - Destra Nazionale | 48.822    | 3,74  | 1     |
| Partito Repubblicano Italiano                 | 44.817    | 3,44  | 1     |
| Partito Liberale Italiano                     | 43.641    | 3,35  | 1     |
| Partito Socialista Democratico Italiano       | 43.081    | 3,30  | -     |
| Partito di Unità Proletaria                   | 11.362    | 0,87  | -     |
| Nuova Sinistra Unita                          | 9.776     | 0,75  | -     |
| Democrazia Nazionale                          | 6.420     | 0,49  | -     |
| Totale                                        | 1.303.797 |       | 23    |

| Partito Comunista Italiano | Democrazia Cristiana | Partito Socialista Italiano                           | Partito Radicale                                                             |
| --- | --- | ----------------------------------------------------- | ---------------------------------------------------------------------------- |
| - Alessandro Natta - Giuseppe D'Alema - Varese Antoni - Aldo Pastore - Pietro Gambolato - Francesco Dulbecco - Raimondo Ricci - Edoardo Sanguineti | - Manfredo Manfredi - Francesco Cattanei - Bruno Orsini - Ines Boffardi - Pietro Zoppi - Luciano Faraguti - Alessandro Scaiola - Emidio Revelli | - Antonio Enrico Canepa - Falco Accame - Ermido Santi | - → Adele Faccio - → Mauro Mellini - → Giorgio Spadaccia - Maria Luisa Galli |
| Movimento Sociale Italiano - Destra Nazionale | Partito Liberale Italiano | Partito Repubblicano Italiano                         |                                                                              |
| - Francesco Giulio Baghino | - Giorgio Bogi | - Alfredo Biondi                                      |                                                                              |

1. ↑  Opta per la circoscrizione Milano-Pavia
2. ↑  Opta per la circoscrizione Cagliari-Sassari-Nuoro-Oristano
3. ↑  Dimissionario in data 20.06.1979, il giorno stesso della proclamazione

## Elezioni politiche 1983
| Liste                                         | Voti      | %     | Seggi |
| --------------------------------------------- | --------- | ----- | ----- |
| Partito Comunista Italiano                    | 445.621   | 35,68 | 8     |
| Democrazia Cristiana                          | 341.374   | 27,33 | 6     |
| Partito Socialista Italiano                   | 126.729   | 10,15 | 2     |
| Partito Repubblicano Italiano                 | 77.212    | 6,18  | 1     |
| Movimento Sociale Italiano - Destra Nazionale | 65.196    | 5,22  | 1     |
| Partito Liberale Italiano                     | 58.917    | 4,72  | 1     |
| Partito Socialista Democratico Italiano       | 41.009    | 3,28  | -     |
| Partito Radicale                              | 38.194    | 3,06  | 1     |
| Partito Nazionale Pensionati                  | 33.544    | 2,69  | -     |
| Democrazia Proletaria                         | 19.270    | 1,54  | -     |
| Lista per Trieste                             | 2.027     | 0,16  | -     |
| Totale                                        | 1.249.093 |       | 20    |

| Partito Comunista Italiano | Democrazia Cristiana | Partito Socialista Italiano         | Partito Repubblicano Italiano |
| --- | --- | ----------------------------------- | ----------------------------- |
| - Alessandro Natta - Luigi Castagnola - Antonio Montessoro - Varese Antoni - Giuseppe Torelli - Giovanna Bochicchio - Mario Chella - Aldo Pastore | - → Luigi Ciriaco De Mita - Manfredo Manfredi - Bruno Orsini - Pietro Zoppi - Luciano Faraguti - Alessandro Scaiola - Francesco Cattanei | - Ugo Intini - Mauro Sanguineti     | - Giorgio Bogi                |
| Movimento Sociale Italiano - Destra Nazionale | Partito Liberale Italiano | Partito Radicale                    |                               |
| - Francesco Giulio Baghino | - Alfredo Biondi | - → Massimo Teodori - Mauro Mellini |                               |

1. ↑  Opta per la circoscrizione Benevento-Avellino-Salerno
2. ↑  Opta per la circoscrizione Roma-Viterbo-Latina-Frosinone

## Elezioni politiche 1987
| Liste                                         | Voti      | %     | Seggi |
| --------------------------------------------- | --------- | ----- | ----- |
| Partito Comunista Italiano                    | 407.338   | 32,29 | 7     |
| Democrazia Cristiana                          | 358.403   | 28,41 | 6     |
| Partito Socialista Italiano                   | 174.795   | 13,86 | 3     |
| Movimento Sociale Italiano - Destra Nazionale | 67.606    | 5,36  | 1     |
| Partito Repubblicano Italiano                 | 51.752    | 4,10  | 1     |
| Federazione delle Liste Verdi                 | 50.065    | 3,97  | 1     |
| Partito Radicale                              | 40.930    | 3,24  | 1     |
| Partito Liberale Italiano                     | 37.536    | 2,98  | 1     |
| Democrazia Proletaria                         | 23.874    | 1,89  | -     |
| Partito Socialista Democratico Italiano       | 23.874    | 1,89  | -     |
| Liga Veneta - Pensionati Uniti                | 15.995    | 1,27  | -     |
| Movimento di Liberazione Fiscale              | 5.322     | 0,42  | -     |
| Partito Sardo d'Azione                        | 2.644     | 0,21  | -     |
| Alleanza Popolare                             | 1.229     | 0,10  | -     |
| Totale                                        | 1.261.363 |       | 21    |

| Partito Comunista Italiano | Democrazia Cristiana                                                                                        | Partito Socialista Italiano                                            | Movimento Sociale Italiano - Destra Nazionale |
| --- | --- | ---------------------------------------------------------------------- | --------------------------------------------- |
| - Alessandro Natta - Luigi Castagnola - Antonio Montessoro - Luigina Bernocco - Luigia Cordati Rosaia - Francesco Forleo - Mario Chella | - Luigi Ciriaco De Mita - Luciano Faraguti - Pietro Zoppi - Bruno Orsini - Luigi Grillo - Manfredo Manfredi | - Ugo Intini - Fulvio Cerofolini - Mauro Sanguineti                    | - Francesco Giulio Baghino                    |
| Partito Repubblicano Italiano | Federazione delle Liste Verdi                                                                               | Partito Radicale                                                       | Partito Liberale Italiano                     |
| - Giorgio Bogi | - Rosa Filippini                                                                                            | - → Gianfranco Spadaccia - → Maria Adelaide Aglietta - Massimo Teodori | - Alfredo Biondi                              |

1. ↑  Opta per la circoscrizione Verona-Padova-Vicenza-Rovigo
2. ↑  Opta per la circoscrizione Torino-Novara-Vercelli

## Elezioni politiche 1992
| Liste                                         | Voti      | %     | Seggi |
| --------------------------------------------- | --------- | ----- | ----- |
| Democrazia Cristiana                          | 270.362   | 21,89 | 5     |
| Partito Democratico della Sinistra            | 230.913   | 18,69 | 4     |
| Lega Nord                                     | 176.547   | 14,29 | 3     |
| Partito Socialista Italiano                   | 136.401   | 11,04 | 2     |
| Partito della Rifondazione Comunista          | 91.250    | 7,39  | 1     |
| Partito Repubblicano Italiano                 | 58.824    | 4,76  | 1     |
| Movimento Sociale Italiano - Destra Nazionale | 55.336    | 4,48  | 1     |
| Federazione dei Verdi                         | 45.007    | 3,64  | 1     |
| Partito Liberale Italiano                     | 41.368    | 3,35  | 1     |
| Partito Socialista Democratico Italiano       | 22.764    | 1,84  | -     |
| Partito Pensionati                            | 18.940    | 1,53  | -     |
| Lista Marco Pannella                          | 18.903    | 1,53  | -     |
| La Lega Casalinghe Pensionati                 | 17.828    | 1,44  | -     |
| La Rete                                       | 17.760    | 1,44  | -     |
| Sì Referendum                                 | 14.653    | 1,19  | -     |
| Caccia Pesca Ambiente                         | 13.525    | 1,09  | -     |
| Federalismo                                   | 2.818     | 0,23  | -     |
| Partito Europa 2000                           | 1.994     | 0,16  | -     |
| Totale                                        | 1.235.193 |       | 19    |

| Democrazia Cristiana                                                                  | Partito Democratico della Sinistra                                                          | Lega Nord                                                  | Partito Socialista Italiano     | Partito della Rifondazione Comunista   |
| ------------------------------------------------------------------------------------- | ------------------------------------------------------------------------------------------- | ---------------------------------------------------------- | ------------------------------- | -------------------------------------- |
| - Luigi Grillo - Manfredo Manfredi - Luciano Faraguti - Giacomo Gualco - Pietro Zoppi | - Aldo Tortorella - Maura Camoirano - → Carlo Rognoni - Luigi Castagnola - Francesco Forleo | - Sergio Castellaneta - Maurizio Balocchi - Fede Latronico | - Ugo Intini - Mauro Sanguineti | - → Sergio Garavini - Marida Bolognesi |
| Partito Repubblicano Italiano                                                         | Movimento Sociale Italiano - Destra Nazionale                                               | Federazione dei Verdi                                      | Partito Liberale Italiano       |                                        |
| - Giorgio Bogi                                                                        | - → Gianfranco Fini - Francesco Marenco                                                     | - Lino De Benetti                                          | - Alfredo Biondi                |                                        |

1. ↑  Opta per il Senato
2. 1 2  Opta per la circoscrizione Roma-Viterbo-Latina-Frosinone